# Alina Molkova
Alina Molkova (* 15. August 1997 in Tallinn, Estland) ist eine estnische Handballspielerin, die in Südkorea für die Mannschaft Busan aufläuft.

## Karriere
Molkova lief anfangs in ihrer Geburtsstadt für SK Reval-Sport auf, mit dem sie mehrfach estnische Meisterin sowie estnische Pokalsiegerin wurde. Im Jahr 2016 wechselte sie zum isländischen Erstligisten Víkingur Reykjavík. Dort entwickelte sich die Rückraumspielerin zur Leistungsträgerin, die im Winter 2017/18 durchschnittlich 9,9 Treffer pro Spiel erzielte. Im Sommer 2018 wechselte sie zum Ligakonkurrenten Valur Reykjavík. Mit Valur gewann sie 2019 das nationale Double.
Molkova schloss sich im Sommer 2019 dem luxemburgischen Verein CHEV Diekirch an. Weiterhin war sie im Verein als Jugendtrainerin tätig. Mit Diekirch gewann sie 2021 die luxemburgische Meisterschaft und wurde zusätzlich zum MVP der Saison 2020/21 gewählt. Im September 2021 schloss sie sich dem deutschen Bundesligisten HL Buchholz 08-Rosengarten an. Mitte Januar 2022 verließ Molkova vorzeitig den Verein, für den sie insgesamt 14 Tore in der Bundesliga warf. Anschließend gab der portugiesische Verein Benfica Lissabon die Verpflichtung von Molkova bekannt. Mit Benfica gewann sie 2022 und 2023 die portugiesische Meisterschaft. Im Jahr 2023 wechselte sie zur südkoreanischen Mannschaft Busan. Im Oktober 2024 schloss sie sich dem rumänischen Erstligisten CSM Iaşi 2020 an.
Molkova gehört dem Kader der estnischen Nationalmannschaft an. Molkova wurde insgesamt sechs Mal vom estnischen Handballverband zur besten estnischen Spielerin des Jahres gekürt.